# 南夢宮X卡普空
《南夢宮X卡普空》是由卡普空特許，南夢宮（現萬代南夢宮娛樂）製作並發售於2005年5月26日的PlayStation 2戰略角色扮演遊戲。

## 概要
本遊戲的人物超過200名，是南夢宮和卡普空的新舊受歡迎人物。南夢宮的有命運傳奇、Xenosaga Episode I: Der Wille zur Macht、鐵拳系列等角色。卡普空的有街頭霸王系列、魔界村系列、恐龍危機系列等角色。遊戲的廣告及印象曲是由flair主唱。
遊戲與帕佈雷斯特的超級機器人大戰相似。本作品的導演以前亦有參與超級機器人大戰系列的劇本
戰鬥
單人或2人組成一組攻擊攻擊範圍內的敵人，選擇敵人後進入戰鬥畫面。戰鬥是以輸入指令方式，但不是像格鬥遊戲般複雜。輸入不同的方向及按鈕能使出不同的攻擊，敵人被打飛後能增加「COMBO」。
技能
被分為指令技能和自動技能。指令技能會在戰鬥中消耗mp，就像超級機器人大戰中的精神指令一般。自動技能是要滿足特定的條件才會自動使用的技能
MA攻擊
複數攻擊的簡稱。像超級機器人大戰的MAP武器或合體攻擊，一個單位以消耗MP50攻擊複數的敵人（最多3名）。
BGM
自方的角色行動時，背景音樂會使用角色原本遊戲的背景音樂

## 登場角色

### 原創角色
森罗（Shinra）
- 有栖零兒（配音員：井上和彦）

MA攻擊「銃之型」的動作與燈光，被推測是參考電影（Equilibrium）的主角使用的武術「Gun Kata」並向它致敬。
- 小牟（配音員：南央美）

是一隻仙狐（中國的仙狐），已有765（なむこ）歳的高齡，狐狸要1000年才能成仙，所以小牟作為仙狐中只是一個年輕人。常說一些在漫畫、遊戲及職業摔交手的口頭禪。以前与零儿的父亲有栖正护拍档。喜欢吃油炸豆腐。
二人與《超級機器人大戰OG》中的南部響介與艾克瑟蓮·白朗寧的設計非常相似。（導演森住在帕佈雷斯特時，負責創作響介和艾克瑟蓮與劇本）。
逢魔（Ouma）
- 沙夜（配音員：折笠愛）

與小牟不同的妖狐（日本的妖狐），零兒的殺父仇人。最終話中因為想起零兒的事，使九十九的能力削弱。稱零兒為「小孩」。與小牟一樣常引用不知從哪裡來的台詞。
- 九十九（配音員：折笠愛）

根據九十九計劃創造出來的巨大戰鬥兵器，被許多付喪神附體。10年前，零兒的父親以性命封在次元的狹縫中，但以沙夜作為祭品，在現世中復活。沙夜被吞噬到腹部，九十九的聲音變成了沙夜的聲音。為了越過次元的牆壁，犧牲了下半身，儘管如此她還有很強大的力量。
- 片那（配音員：水谷優子）

沙夜的分身。與沙夜的容貌相似。不帶感情，在戰場只遵從沙夜的命令，作戰時使用日本刀。
- 毒牛頭
- 毒馬頭

- 鎌鼬（蒼、橙、紅）
- 天狗（惡、業）

### 南夢宮
風之少年
- 克洛羅亞 配音員：渡邊久美子

「風之村」貝斯基路住的長耳少年，具有控制風的能力。
- 甘兹 配音員：櫻井孝宏

稱為「金色之死神」的獨行賞金獵人。本作與古洛羅亞組成一組。
- Joka (Joker) 配音員：古川登志夫
- Janga 配音員：檜山修之
- Moos 配音員：木川絵里子
- Glibz
- Lolo
- 大巫女

源平讨魔传
- 平景清 配音員：置鮎龍太郎

為了毀滅源氏一族而甦醒的平氏家族武士。本作與Tarosuke組成一組。
- 源頼朝 配音員：大塚明夫

以前把靈魂出賣給魔族來交換毀滅平氏家族的源氏的總大將。
- 源義經 配音員：千葉一伸
- 武藏坊辯慶 配音員：鄉里大輔
- 木曾義仲 配音員：野中秀哲
- 骸骨
- 琵琶法師 配音員：渡邊英雄
- 風神 配音員：望月健一
- 雷神 配音員：望月健一
- 鬼姫 配音員：木川繪里子
- 安駄婆 配音員：木川繪里子

Xenosaga
- 卯月紫苑 配音員：前田愛

貝克達公司的女職員。本作與M.O.M.O.組成一組。
- KOS-MOS 配音員：鈴木麻里子

人型格諾西斯掃討兵器。本作以version1的型態，使用version2技能。
- M.O.M.O. 配音員：宍戶留美
- Allen Ridgeley
- Gnosis

劍魂系列
- 御劍平四郎 配音員：森川智之

為了尋求刀魂（Soul Edge）的流浪武士
- 多喜 配音員：瀧本富士子

封魔之里的女忍者。為了破壞刀魂而旅行。本作與Waya Hime組成一組。
- Charade
- 邪剑Soul Edge

超絶倫人Bravoman
- Bravoman 配音員：稲田徹

由保險公司的上班族變身而成的英雄。本作與超化裝物質變身的Wonder Momo組成一組。
- Waya Hime 配音員：鈴木麻里子

爆田博士製作的女忍者型戰鬥用機器人。遊戲開始事以敵人的身分登場，其後因救了她而成為同伴。
- Black Bravoman 配音員：関智一
- Benjamin大久保彦左衛門 配音員：渡邊英雄
- Pistol 大名
- 爆田博士

打空氣
- 堀·泰蔵 配音員：古川登志夫

與原作不同，設定大幅度更變。
- Pookas

命運傳奇 Tales of Destiny
- 斯坦爾・艾爾隆 配音員：関智一

守護者・狄穆羅斯的持有者。里歐的死令他非常後悔，所以無論如何都想幫助里歐（裘達斯）。
- 露蒂・卡特雷特 配音員：今井由香

守護者・亞托懷特的持有者。本作與斯坦爾一同行動
- 里歐·馬格那斯

守護者・夏露狄耶的持有者。露蒂的弟弟，本作開頭即葬身於歐貝隆社
- 狄穆羅斯

天地戰爭時遺留下來的守護者，火屬性
- 亞托懷特

天地戰爭時遺留下來的守護者，水屬性。狄穆羅斯的戀人
- イーブルソード
- バトラー

命運傳奇2 Tales of Destiny 2
- 裘達斯 配音員：綠川光

本作因為Black Valkyrie的力量復活。帶著龍骨的面具隱藏過去，實際身份是里歐·馬格那斯
- インクイジター
- コープスリバイバー

鐵拳系列
- 風間仁 配音員：千葉一伸
- 三島平八 配音員：郷里大輔
- Devil（三岛一八） 配音員：篠原正典
- King

在本作中是以第2代的身分登場。與Felicia和一雙。
- Armor King

King的師傅。本作因為Black Valkyrie的力量甦醒。
- Ogre
- Prototype Jack
- 木头人

只出现在训练模式
迷宮塔（Ishtar的復活）
- Gilgamesh 配音員：石田彰

現已退役，但得知Druaga復活，與Kai 一起作戰。
- Ki 配音員：田中理恵
- Druaga 配音員：立木文彦
- soul of Druaga
- Ishtar
- Slimes（綠、黑、青、紅、深綠、深黄色）
- Ropers（綠、紅、青）
- Knights
- Quox
- Silver Dragon
- Black Dragon

バーニングフォースBurning Force
- 天現寺裕美 配音員：横山智佐

バラデュークBaraduke
- Toby Masuyo  配音員：水谷優子

隸屬銀河聯邦宇宙軍的空間騎兵。本作與先後輩關係的天現寺裕美組成一組。
- Octy（Gilly、Dropping、Chewing、Shell、ブルースナイパー、バガン）
- Blue Worm

妖怪道中記
- Tarosuke 配音員：瀧本富士子
- 槍骸骨
- Gamagaeru
- Gama Oyabun
- 乙姫
- 閻魔大王

女武士大冒险系列
- Valkyrie 配音員：井上喜久子
- Klino Xandra（Whirlo） 配音員：上田祐司
- Sabine 配音員：川澄綾子
- Zouna 配音員：田中真弓
- Kamooz 配音員：平田広明
- Black Valkyrie 配音員：井上喜久子
- Zule 配音員：望月健一
- Black Sandra
- Quarkman（恶）
- Kaox
- Scissors
- Dadatta
- Robotian

Wonder Momo
- Wonder Momo （神田 桃）配音員：川澄綾子
- Amazona 配音員：渡邊久美子
- Crab Fencer 配音員：吉野貴宏
- Cannon Potters

### 卡普空
魔域幽靈系列
- Demitri Maximoff 配音員：檜山修之
- 莫莉卡·安斯蘭特 配音員：神宮司彌生
- 菲莉西亞 配音員：荒木香惠
- 淚淚配音員：根谷美智子
- Lilith 配音員：今井由香
- Zabel Zarock 配音員：上田祐司
- Phobos
- Q-Bee

枪下游魂4 生化危机 英雄不死
- Bruce McGivern  配音員：平田廣明

美國統合戰略軍的特務。本作與Regina組成一組。
- 鳳鈴 配音員：荒木香惠

上尉密令
- Captain Commando 配音員：置鮎龍太郎
- 翔（Ginzu the Ninja） 配音員：堀秀行
- Hoover（Baby Head）  配音員：笹本優子
- Jennety（Mack the Knife）
- Shtrom（Shturm） 配音員：吉野貴宏
- Shtrom Jr. （Shturm Jr. ） 配音員：望月健一
- Druk 配音員：野中秀哲
- Z 配音員：渡辺英雄
- Carol 配音員：木川絵里子
- Brenda 配音員：木川絵里子
- Doppel

出擊飛龍
- 飛竜 配音員：鳥海浩輔
- Grandmaster Meio 配音員：水鳥鐵夫
- 飛燕 配音員：鳥海浩輔
- 東風 配音員：山田美穗
- 南風
- Solo 配音員：渡辺英雄
- Solo・量産型

街頭霸王系列
- 隆 配音員：森川智之
- Ken 配音員：岩永哲哉
- 春麗 配音員：田中敦子
- 嘉米 配音員：河本明子
- 春日野櫻 配音員：笹本優子
- 神月花梨 配音員：山田美穗
- Rose 配音員：根谷美智子
- 殺意之波動覺醒的隆 配音員：森川智之
- 豪鬼 配音員：西村知道
- Vega 配音員：西村知道
- Juni 配音員：河本明子
- Juli 配音員：河本明子

恐龍危機
- 蕾吉娜 配音員：田中敦子
- 迅猛龙
- 异特龙

Final Fight系列
- 凱 配音員：岩永哲哉
- Mike Haggar 配音員：玄田哲章

魔界村系列
- Arthur 配音員：立木文彦
- 超魔王Nebiros 配音員：吉野貴宏
- 大魔王Astaroth 配音員：野中秀哲
- Red Arremer Joker 配音員：櫻井孝宏
- Red Arremer 配音員：望月健一
- Red Arremer Ace 配音員：望月健一
- Red Arremer king 配音員：望月健一
- 死神

私立正義學園
- 島津 英雄 配音員：水鳥鐵夫
- 水無月 響子 配音員：三石琴乃

Lost Worlds
- 無名的超戰士1P 配音員：大塚明夫
- 無名的超戰士2P 配音員：玄田哲章
- Sylphie 配音員：田中理惠

洛克人DASH系列
- Rock Volnutt 配音員：田中真弓
- Roll Casket 配音員：橫澤啟子
- Tron Bonne 配音員：飯塚雅弓
- Kobuns(Servbots) 配音員：横山智佐
- Rockman Juno 配音員：石田彰
- Reaverbot

## 外部連結
- （日語）NAMCO x CAPCOM（页面存档备份，存于）